# Luis Estaba
Luis Estaba (* 13. August 1938 in Güiria, Venezuela; † 16. Februar 2025) war ein  venezolanischer Boxer im Halbfliegengewicht. 

## Profikarriere
Im Jahre 1967 begann er erfolgreich seine Profikarriere. Am 13. September 1975 boxte er gegen Rafael Lovera um den Weltmeistertitel des Verbandes WBC und siegte durch K. o. Diesen Gürtel verlor er bei seiner zwölften Titelverteidigung am 19. Februar 1978 an Freddy Castillo.
Noch im selben Jahr beendete er seine Karriere.